# 178008 Picard
178008 Picard è un asteroide della fascia principale. Scoperto nel 2006, presenta un'orbita caratterizzata da un semiasse maggiore pari a 3,1235087 UA e da un'eccentricità di 0,3127737, inclinata di 14,80714° rispetto all'eclittica.
L'asteroide è dedicato all'ingegnere francese Claude Picard.